# ادوارد وستن

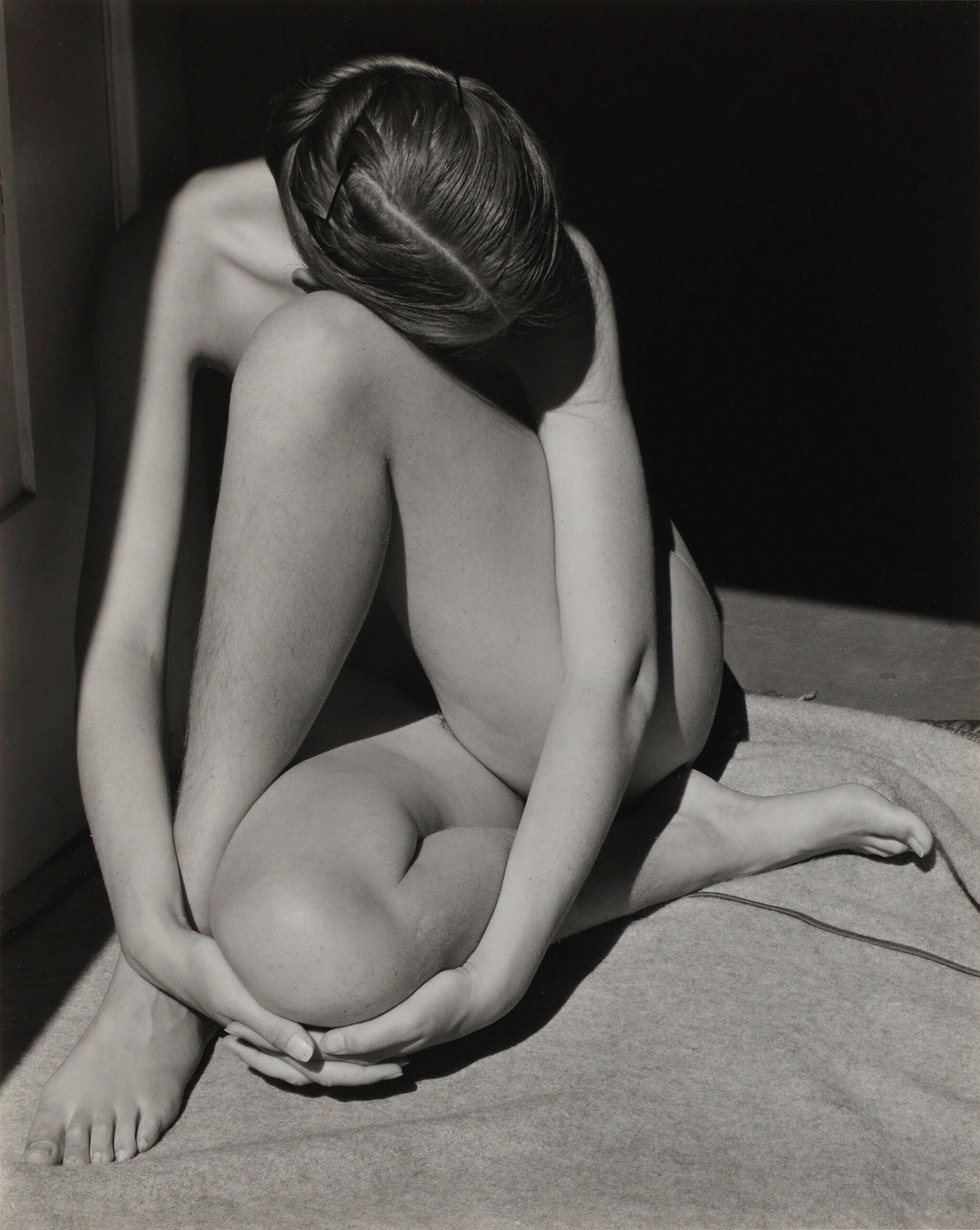
نگاره‌ای نُود به‌سال ۱۹۳۶ میلادی، اثر ادوارد وستن، یکی از تأثیرگذارترین عکاسان قرن بیستم. این نگاره در سبک عکاسی بودوار (en)، بخشی از مجموعه‌ای ۵۴۸ تایی است که پس از درگذشت ادوارد وستن توسط پسرش، کول وستن، چاپ شد. کول تنها فردی بود که ادوارد به او حق معنوی و اجازهٔ چاپ آثارش را داده بود. همچنین، طبق وصیت‌نامهٔ ادوارد وستن، پس از مرگ پسرش، دیگر هیچ چاپ جدیدی از نگاتیوهای او صورت نگرفت.

ادوارد وستن (به انگلیسی: Edward Weston) از عکاسان سرشناس آمریکایی بود.
ادوارد وستن در سال ۱۸۸۶ در شیکاگو زاده شد. او در سال ۱۹۰۶ در کالیفرنیا سکنی گزید و تا پایان عمر همان‌جا ماند، البته به استثنای دوره‌های طولانی که در سال‌های ۱۹۲۰ در مکزیک به سر برد. او در ابتدا عکاسی پیرو سبک نگاره‌نمایی بود که در سال‌های ۱۹۰۰ بسیار رایج بود. وی به همراه انسل آدامز از بنیان‌گذاران گروه f64 بود. او در اواخر سال ۱۹۲۲ مدتی در نیویورک اقامت گزید و در آنجا با آلفرد استیگلیتز و چارلز شیلر برخورد کرد. او پیرو سبک «تصویر مستقیم» به شیوه استیگلیتز شد. او، هنر رد تصاویر را خود پدیدآورد. وستون در سال ۱۹۵۸ به سبب ابتلا به بیماری پارکینسون درگذشت.
وستن از هنگامی که در اوایل دهه ۱۹۲۰ بینش منحصر به فردش شکل می‌گرفت، بیش از یک دهه، عکاسی ماهر و موفق بود. تا سال ۱۹۳۰ که ۴۵ سال داشت، مجموعه‌ای به وجود آورده بود که سرانجام او را به عنوان هنرمند و مرد بزرگی مشخص کرد که کارهایش ادراک ما را از جهان و زندگی تغییر داده‌است. به عنوان مثال عکس مشهور او که از فلفل گرفته‌است بیانگر دید خاص او به دنیای پیرامون است. همچنین عکس‌های منظره او از شکوه و زیبایی خاصی برخوردار است، که نشانگر نگاه خلاقانه اوست.
گویی برای وستن، اشیائی که در تجارب روزمره به کار می‌رفت به صورت پیکره‌هایی زنده و اندام‌وار درآمده بود، یعنی فرم‌هایی که هم بیان و هم دلیل زندگی درونی اشیاء بود. قدرت بصری وجدآور کار وستون، محصول دستاورد عمیق‌تری است: او چشمانش را از توقع و گمان قراردادی و مرسوم رها کرد و به آن‌ها آموخت تا بیان نیت و مفهومی را که در فرم طبیعی وجود دارد ببیند.